# 쑥섬 (평양시)
쑥섬은 조선민주주의인민공화국 평양시 대동강에 위치한 섬이다.

## 상세
1948년 남북의 만남을 기념해 혁명사적지로 지정되었다. 이곳에서 김구와 김일성 간 남북연석회의가 이뤄졌으며, 남북 공동성명서가 발표되었다.
과학기술전당이 이곳에 위치한다.